# Atakan Yüksel
Atakan Yüksel (Şefaatli, 13 agosto 1985) è un lottatore turco, specializzato nella lotta greco-romana.

## Biografia
Ha partecipato ai Giochi olimpici estivi di Londra 2012, terminando il torneo della lotta greco-romana fino a 66 kg. al 18º posto.
Ai Giochi del Medeiterraneo di Mersin 2013 ha vinto il torneo dei 66 chilogrammi, battendo in finale il serbo Aleksandar Maksimović.
Ai mondiali di Parigi 2017 si è aggiudicato la medaglia di bronzo nei 66 chilogrammi.
Si è laureato campione europeo a Bucarest 2019, superando in finale il polacco Gevorg Sahakyan.

## Palmarès
- Mondiali

Parigi 2017: bronzo nei -67 kg.
- Europei

Bucarest 2019: oro nei 66 kg.
- Giochi del Mediterraneo

Mersin 2013: oro nei -66 kg.